# Békés Marcell
Békés Marcell, Friedmann Mór Marcel (Budapest, 1888. november 29. – Budapest, IX. kerület, 1947. december 3.) magyar nemzeti labdarúgó-játékvezető, kézimunka kereskedő.

## Családja
Friedmann József Schmerl szabómester és Lőwy Sarolta fia. 1920. július 8-án Budapesten, a Józsefvárosban házasságot kötött Lipovecz Margittal. Családnevét 1933-ban Békésre változtatta.

## Pályafutása
Játékvezetésből Budapesten az MLSZ Bíróvizsgáló Bizottsága (BB) előtt elméleti és gyakorlati vizsgát tett. Az MLSZ által üzemeltetett bajnokságokban tevékenykedett. Az MLSZ BB javaslatára NB II-es, majd 1916-tól NB I-es bíró. Küldési gyakorlat szerint rendszeres partbírói szolgálatot is végzett. Az NB I-es játékvezetéstől 1923-ban visszavonult. NB I-es mérkőzéseinek száma: 26.
| Időpont             | Helyszín                    | Mérkőzés típusa          | Mérkőzés              | Eredmény | Nézők száma |
| ------------------- | --------------------------- | ------------------------ | --------------------- | -------- | ----------- |
| 1916. szeptember 3. | Halom utcai pálya, Budapest | első NB I-es mérkőzése   | Újpest FC–Vasas SC    | 3 – 1    | 300         |
| 1923. június 3.     | Megyeri úti pálya, Budapest | utolsó NB I-es mérkőzése | Újpest FC–Kispesti AC | 4 – 1    | 8000        |

1917. május 17-én az MLSZ egyik szerveként megalakult a Magyar Futballbírák Testülete (BT). A testület tisztikarában intézőbizottsági, valamint tanácstagnak választották.

## Külső hivatkozások
- Békés Marcell játékvezetői adatlapja a Nemzeti Labdarúgó Archívum oldalán